# بوف ماهی‌خوار قهوه‌ای

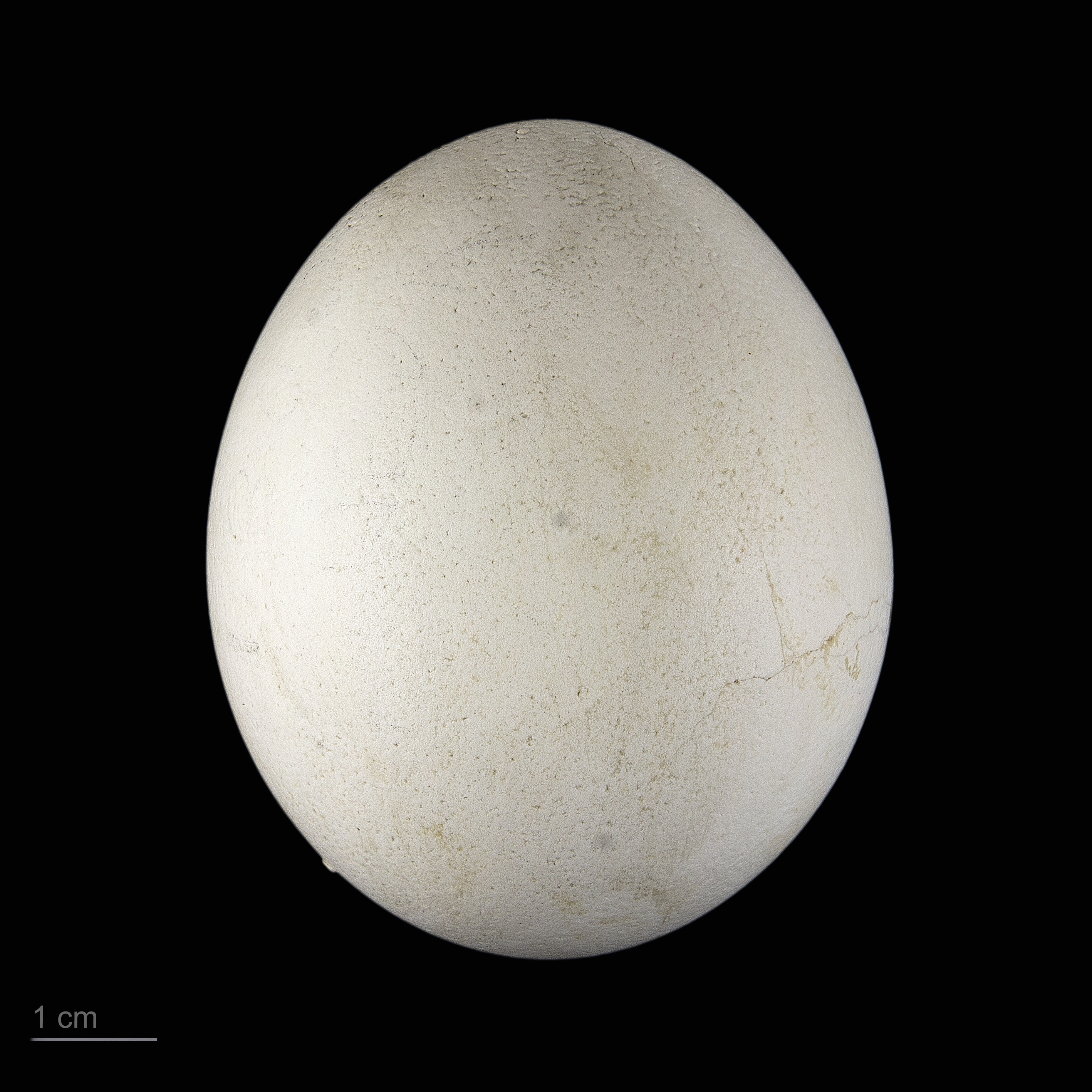
Ketupa zeylonensis

بوف ماهی‌خوار قهوه‌ای (نام علمی: Ketupa zeylonensis) نام یک گونه از تیره جغدان راستین است.